# Тернер, Сирил
Сирил Тернер (англ. Cyril Tourneur; 1575—1626) — английский драматург. Автор пьес «Трагедия мстителя» (1607—1611?, труппа «Слуги короля»), которую также приписывают Томасу Миддлтону, и «Трагедия атеиста, или Месть честного человека» (примерно 1607—1611, там же). Пьесы Тернера относят к жанру «кровавой трагедии» начала XVII века.